# Śpiewak (czasopismo)
Śpiewak – polski miesięcznik śpiewaczy ukazujący się w Poznaniu w latach 1908–1924 (z przerwą w okresie I wojny światowej – 1914-1918).

## Historia
Czasopismo ukazywało się od 1908, a jego wydawcą był Związek Kół Śpiewackich Polskich na Wielkie Księstwo Poznańskie. Założycielami byli Mieczysław Fibak i Kazimierz Barwicki. Publikowało fachowe artykuły na temat śpiewu, dyrygentury i kierowania zespołami śpiewaczymi. Podejmowało też tematykę śpiewu chóralnego jako czynnika wychowawczego, czy umacniającego kulturę narodową. W piśmie zamieszczano sprawozdania z różnego rodzaju zebrań, zjazdów, koncertów, jubileuszy i innych, co przynosiło wyczerpujący obraz życia kół związku. Załączano też bezpłatny dodatek nutowy z łatwymi do wykonania utworami dla różnych kategorii chórów. Część artykułów dotyczyło zasad śpiewu, emisji głosu, techniki dyrygowania, nauczania śpiewu wielogłosowego, organizacji kół śpiewaczych i zarządzania nimi.
Miesięcznik pełnił ważną rolę integrującą środowisko śpiewacze w zaborze pruskim. Docierał również do polskich zrzeszeń chóralnych w Europie i Stanach Zjednoczonych. Pismo dysponowało odrębną rubryką opisującą działalność kół śpiewaczych poza granicami Wielkiego Księstwa Poznańskiego.
Większość artykułów nie była podpisywana nazwiskami, a jedynie pseudonimami, np. Śpiewak, A-dur, B-moll, C-dur, Bakałarz, czy Przyjaciel pieśni. Wiadomo, że z czasopismem współpracowywali i podpisywali swoje teksty: Kazimierz Barwicki, Bolesław Dembiński, Piotr Maszyński, Henryk Opieński, Józef Surzyński i inni. W dodatku nutowym drukowano m.in. utwory takich twórców, jak: Bolesław Dembiński, Jan Gall, Wacław Gieburowski, Karol Kurpiński, Piotr Maszyński, Adam Münchheimer, Stanisław Moniuszko, Zygmunt Noskowski, Feliks Nowowiejski i Felicjan Szopski.

## Nazwa
Od 1911 podtytuł czasopisma brzmiał: Miesięcznik literacko-muzyczny. Organ Związku Kół Śpiewackich, a od numeru 7 w 1911: Miesięcznik literacko-muzyczny. Organ Kół Śpiewackich w Rzeszy Niemieckiej. Od 1913 nastąpiła zmiana na Miesięcznik literacko-muzyczny. Organ Kół Śpiewackich i Towarzystw Organistów w obrębie Rzeszy Niemieckiej. Od 1919 podtytuł miał brzmienie: Organ Związku Kół Śpiewackich w Poznańskiem.